# Awasa Zuria
Awasa Zuria (ou Hawassa Zuria) est un woreda de la région Sidama, en Éthiopie. Ce woreda rural est proche de la capitale régionale Hawassa. Partie ouest de l'ancien woreda Awasa, il compte 124 472 habitants en 2007 et se rattache à la région des nations, nationalités et peuples du Sud jusqu'à la régionalisation de la zone Sidama en 2020.

## Origine
L'ancien woreda Awasa se subdivise avant le recensement de 2007 entre une zone administrative distincte pour la capitale régionale Hawassa et les woredas Awasa Zuria, Malga et Wondo Genet qui restent dans la zone Sidama,. 

## Situation
Situé à l'ouest du lac Awasa, dans la vallée du Grand Rift, à l'extrémité nord de la région Sidama, Awasa Zuria est limitrophe de la zone Mirab Arsi de la région Oromia.
|                 | Shala (Oromia) |           |
| Seraro (Oromia) | Awasa Zuria    | Hawassa   |
|                 | Boricha        | Shebedino |

## Population
Awasa Zuria a 124 472 habitants au recensement de 2007, toute sa population est rurale.
Environ 86 % des habitants du woreda sont protestants, 7 % sont musulmans et 6 % sont catholiques.
En 2022, la population du woreda est estimée à 161 914 personnes avec une densité de population de 530 personnes par km2 et 305 km2 de superficie,.